# Sarna
La escabiosis, sarna o sarnilla es una enfermedad de la piel causada por el ácaro y ectoparásito: Sarcoptes scabiei, llamado comúnmente arador de la sarna. Es una ectoparasitosis cosmopolita, extremadamente contagiosa.

Alcanza a todas las capas de la población y constituye una dermatosis muy frecuente y de relativamente fácil tratamiento.

## Etiología

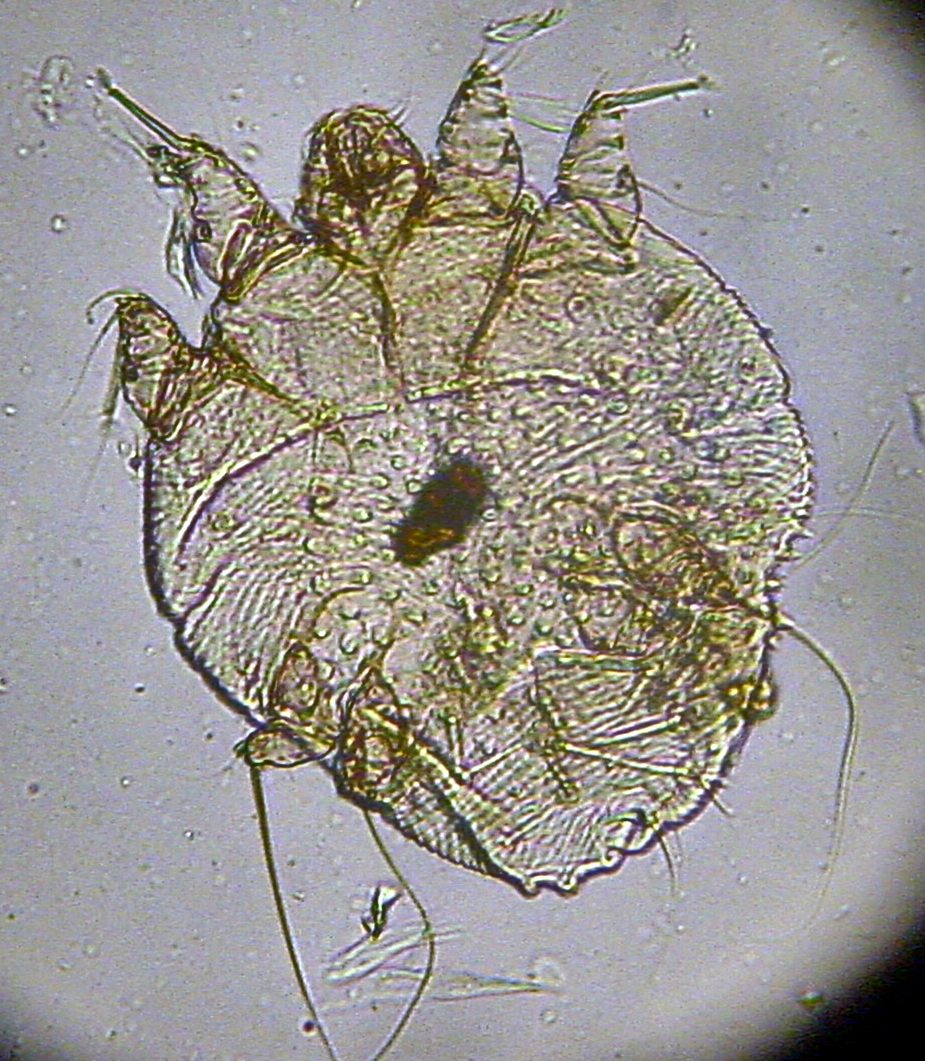
Sarcoptes scabiei

El causante de esta enfermedad es el "arador de la sarna": el Sarcoptes scabiei que es un ácaro de cuerpo no segmentado, ovoide, con cuatro pares de patas. La hembra mide 300-450 micras y el macho 150-250 micras.

Se conocen variantes de S. scabiei, como la canis de los perros o la suis de los cerdos. 

La infestación humana por variantes de S. scabiei, como la canis de los perros o la suis de los cerdos son patologías autolimitadas y no son transmisibles de persona a persona.
La fecundación de la hembra de S. scabiei ocurre en la superficie de la piel. Después de la unión sexual (cópula) el macho muere.

La hembra se introduce en el estrato córneo de la piel y va desarrollando túneles. Allí va dejando los huevos y, a medida que penetra en la piel, segrega toxinas que causan reacciones alérgicas, depositando dos o tres huevos por día hasta un total de entre treinta y cincuenta huevos y finalmente muere en el túnel a las cuatro a seis semanas. 

Los huevos eclosionan y las larvas emergen a la superficie de la piel, se transforman en ninfas en tres a ocho días, y posteriormente en adultos en doce o quince días. Las formas contagiosas son la ninfa y los adultos.

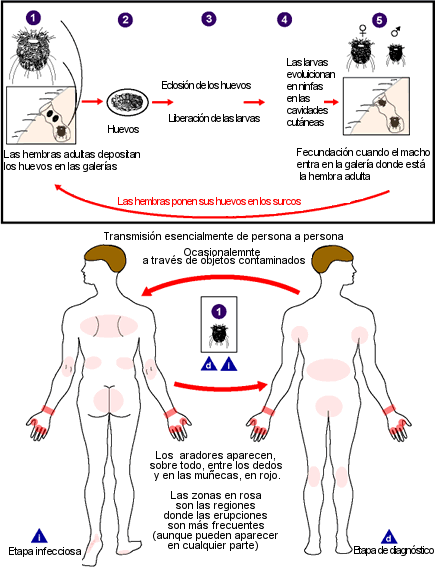
Ciclo parasitario del arador de la sarna humano y regiones comunes del cuerpo donde aparece.

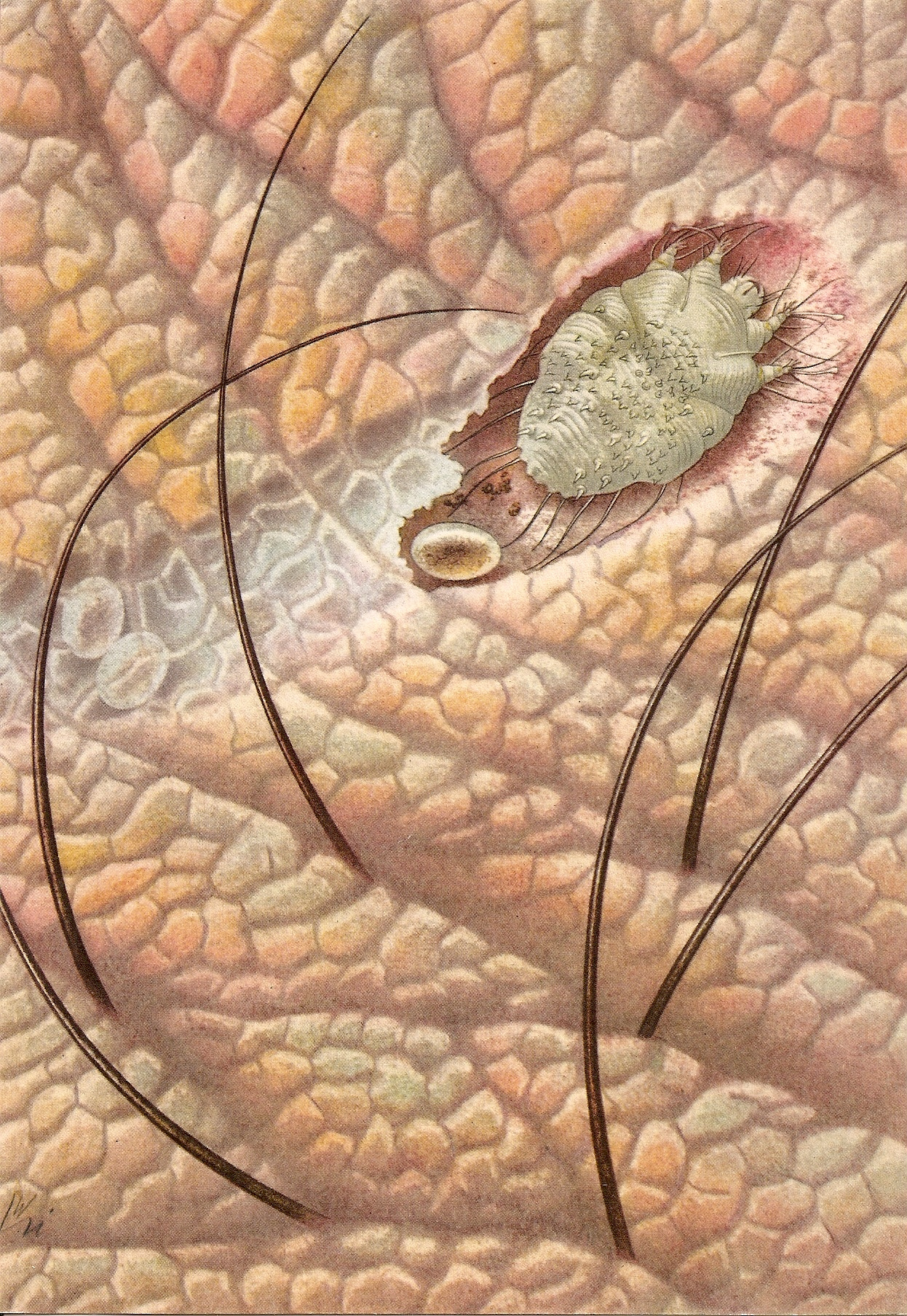
Sarcoptes scabiei excavando una galería, y dejando huevos y excrementos tras sí

## Patogenia
Algunos factores contribuyen a la aparición, progresión y mantenimiento de la enfermedad,  el aumento de los grupos de riesgo, aumento de población inmunosuprimida, aumento de los ancianos que requieren asistencia, aumento de la inmigración y de los refugiados, y aumento de los grupos de riesgo para el contagio de enfermedades de transmisión sexual, entre otros.
Características principales:
- Huésped: el humano. Este ácaro no vive más de dos a cuatro días en el ambiente.
- Contagio: la enfermedad es transmisible por el contacto directo y prolongado (al menos de 5 a 10 min), con piel infectada. Rara vez, la transmisión se puede dar al entrar en contacto con fómites (prendas, ropa, sábanas, toallas, mesas, sillas) contaminados en el mismo momento, no así una vez transcurridas 24-36 horas.[3][4]
- Incubación:
  - Primoinfestación (personas sin exposición previa al ácaro): cinco a quince días
  - Reinfestación (personas que han sido infestadas previamente): uno a cuatro días

## Cuadro clínico
El principal síntoma es la picazón insistente, que se intensifica durante las noches y con el calor. El picor está causado por la reacción alérgica del cuerpo al parásito, que se manifiesta con pequeños granos, ampollas y pequeñas úlceras con costras. No causa fiebre, a menos que exista infestación.
Las lesiones más frecuentes son las pápulas eritematosas y las costras hemáticas, estas últimas, productos del rascado, sin embargo, las lesiones más típicas y que son de gran ayuda para el diagnóstico son los surcos, líneas grisáceas y sinuosas de 1 a 15 mm de largo, que son el reflejo exterior de una galería excavada en la epidermis por la hembra con el fin de desovar, y las vesículas perladas, del grosor de una cabeza de alfiler, producidas por la secreción del parásito. Estas lesiones, que predominan en las muñecas, las caras laterales de los dedos y de las manos, los codos y las nalgas, se extienden a todo el cuerpo. Algunas localizaciones son electivas, y no necesariamente siempre presentes: en el varón, el prepucio y el glande (chancro escabioso); en la mujer, la areola (fuera de la lactancia, las lesiones bilaterales de ambas mamas hacen pensar en la sarna); en el niño y el lactante, la planta de los pies.
La escabiosis puede ir acompañada por lesiones inducidas por microbios (piodermitis, linfangitis, etc.). Por su parte, en las personas sin infestaciones microbianas de este tipo, no se traduce más que por un mínimo de síntomas y no es pruriginosa. No obstante, es igualmente contagiosa.

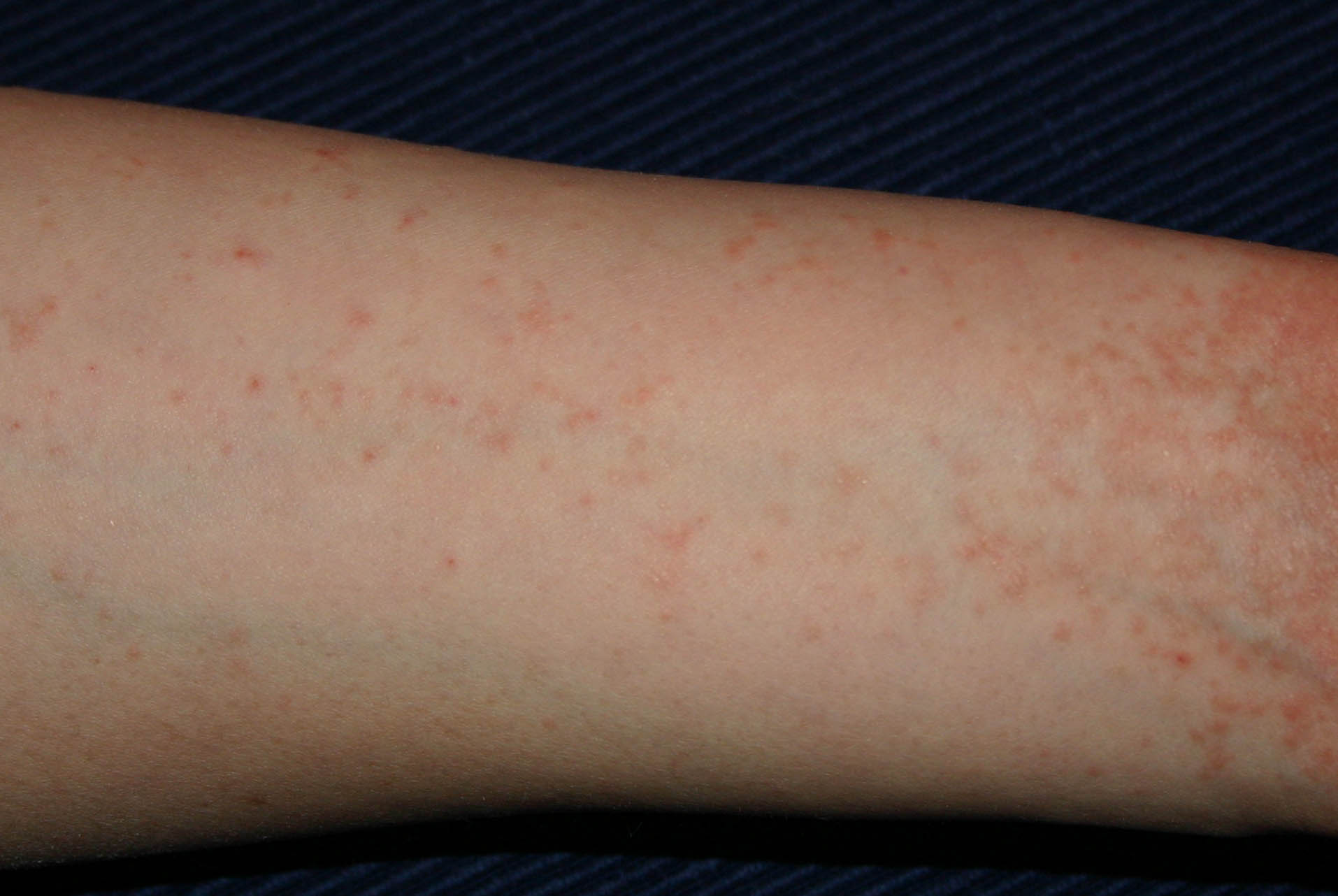
Escabiosis en el brazo
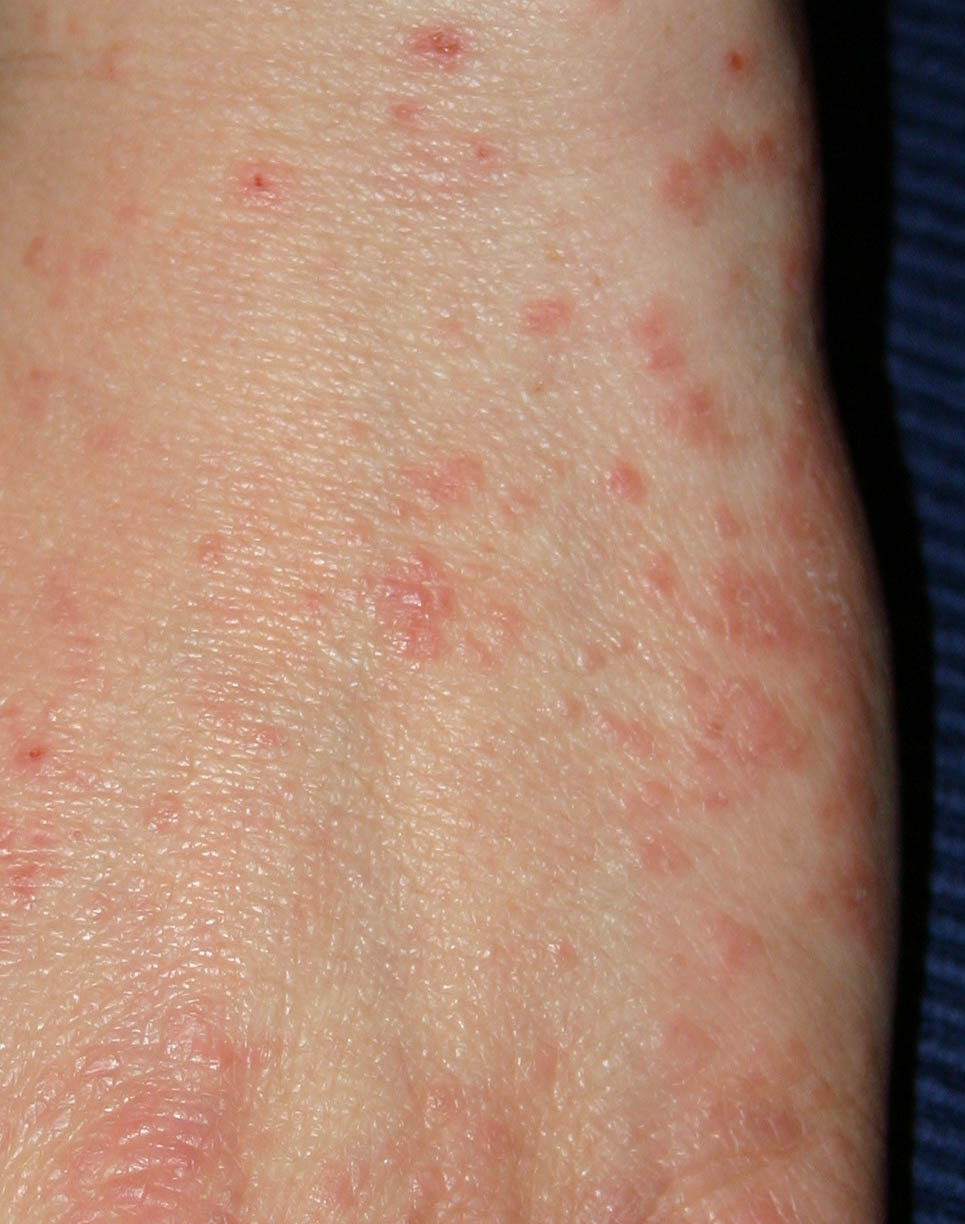
Escabiosis en la mano
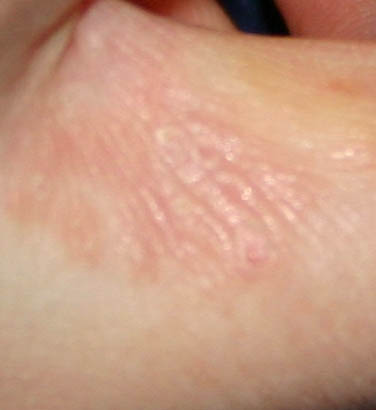
Escabiosis en un dedo
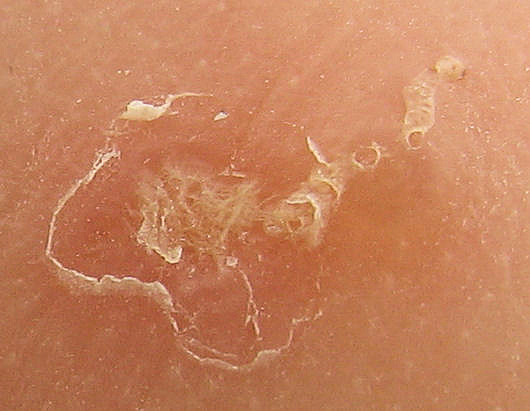
Galería excavada por un arador de la sarna, que se desplazó hacia la parte superior-derecha. Los grandes eritemas a la izquierda son por rascado.

## Clasificación
- Sarna mitis
- Sarna nodular

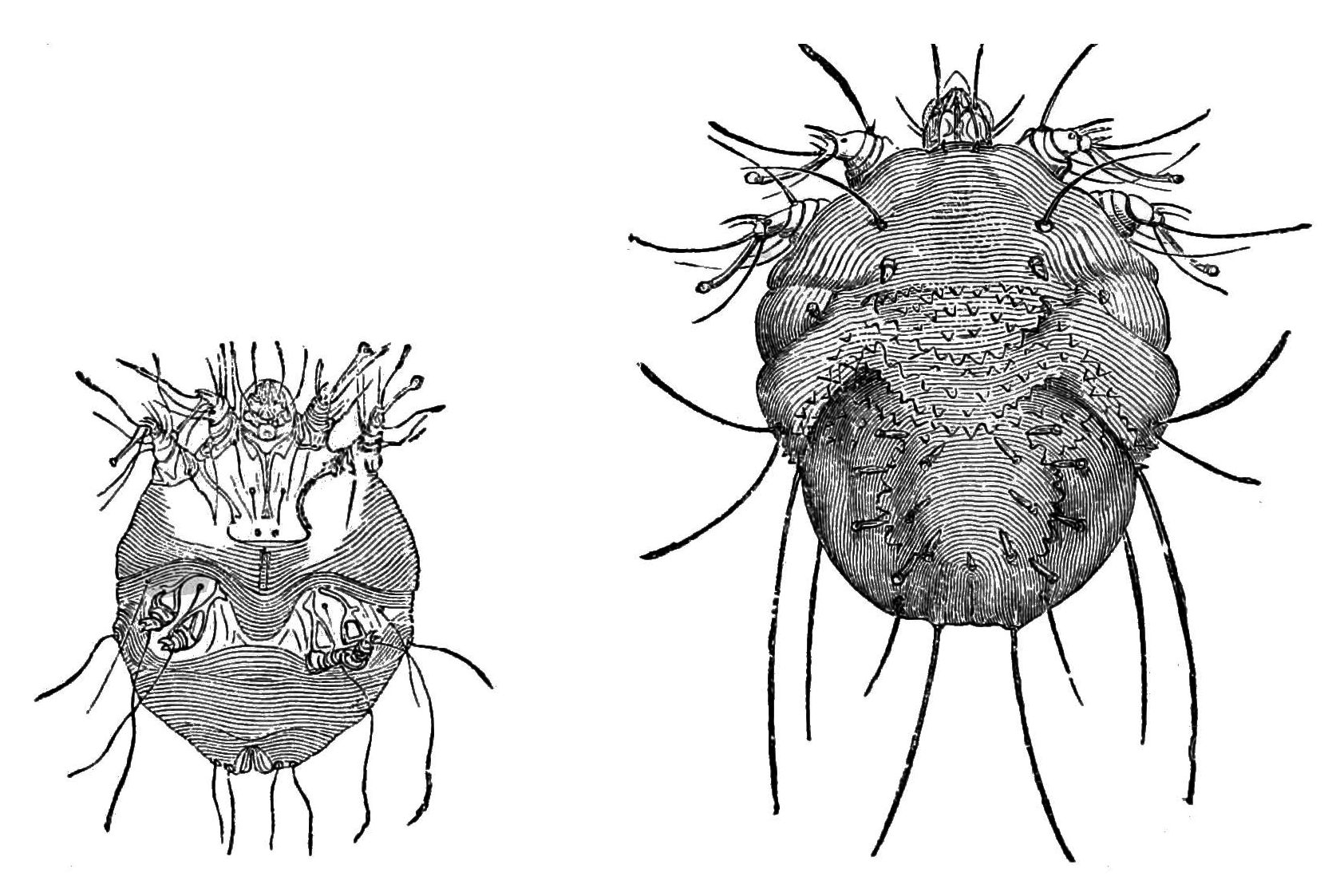
Sarcoptes scabieis: vista por la parte inferior, macho (izquierda), y vista por la parte superior, hembra (derecha)

- Sarna noruega (en inmunodeprimidos): forma muy contagiosa, se produce una infestación masiva, miles de hembras están presentes siendo lo habitual 10 a 20 mil hembras.

## Sarna en animales

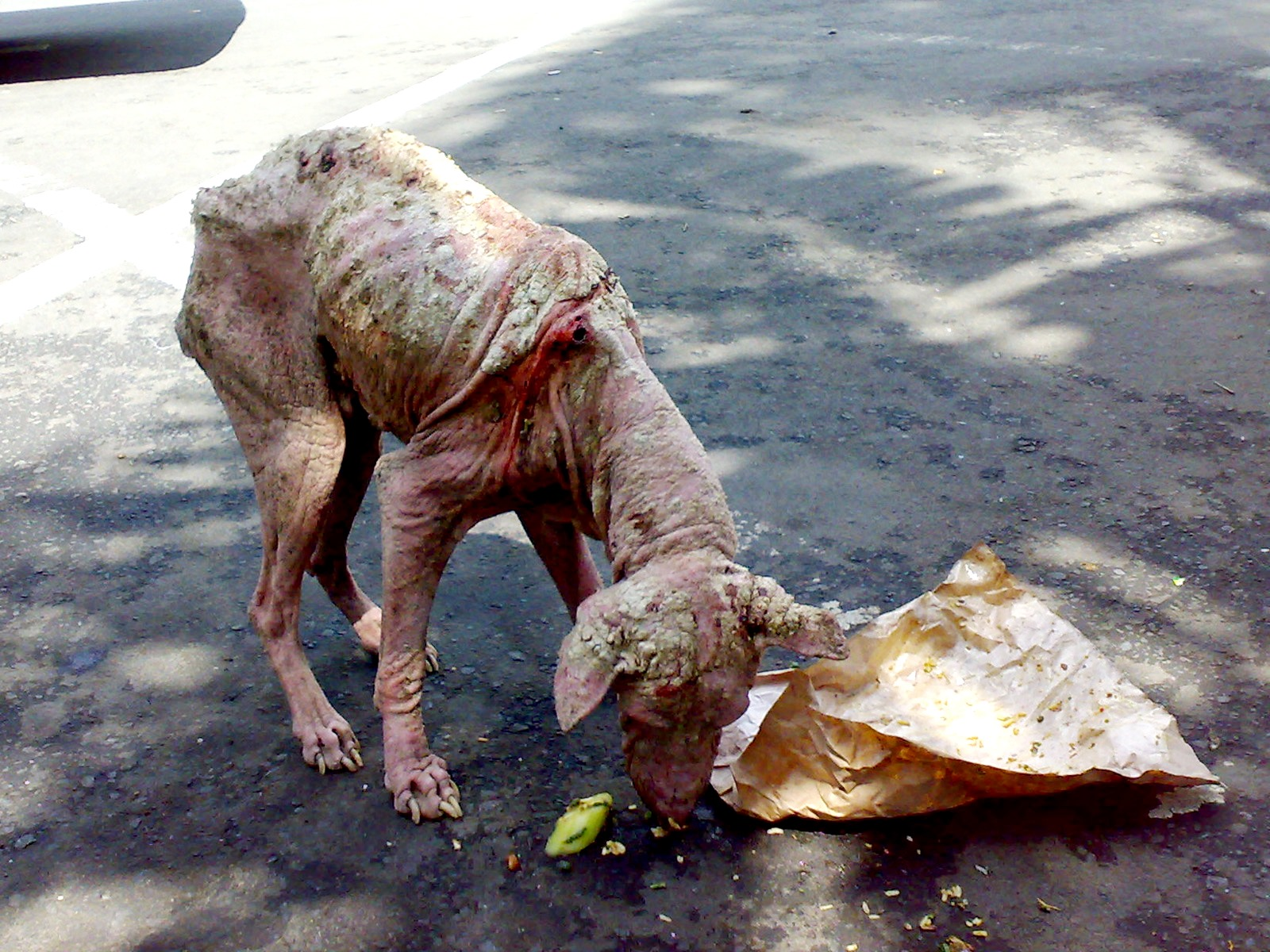
Un perro con sarna sarcóptica en una calle de Bali (Indonesia).

La sarna puede presentarse en un considerable número de especies de animales domésticos y salvajes. Los ácaros que causan estas infestaciones (acariasis) son de diferentes especies y subespecies, según sea el caso. Estas subespecies pueden infestar a los animales o los seres humanos que no son sus hospedadores habituales, pero este tipo de infestaciones no duran mucho. Los animales infectados de sarna sufren picazón severa e infecciones secundarias de la piel. A menudo pierden peso y su salud se vuelve frágil.
La forma de sarna más frecuentemente diagnosticada en animales domésticos es la sarna sarcóptica de los perros.
Las aves de corral infestadas por sarna sufren lo que se conoce como la "sarna de las patas".
Los animales domésticos que se han vuelto ferales y no tienen cuidados veterinarios son frecuentemente infestados con sarna y una serie de otras enfermedades. Se ha observado que los animales no domésticos pueden también sufrir de la sarna. Los gorilas, por ejemplo, se sabe que son susceptibles a la infestación a través del contacto con los objetos utilizados por los seres humanos.

## Prevalencia
La escabiosis en humanos afecta a más de 200 millones (200  000  000) de personas en el mundo, y es más prevalente en países de bajos ingresos. Sin embargo, su prevalencia en países desarrollados puede ser elevada.

## Tratamiento
El tratamiento humano debe incluir a toda la familia y a cualquier otra persona que haya tenido contacto reciente y prolongado con el individuo infestado por el parásito.

Varios medicamentos son eficaces en el tratamiento de la sarna.
La terapia tópica es considerada como primera línea en el manejo de la parasitosis. El tratamiento tópico puede tener una serie de dificultades logísticas relacionadas con la desinfección de la ropa. La ivermectina oral también está indicada en primera línea en diversas guías clínicas.  
La ropa de cama, la ropa interior y las toallas utilizadas durante los tres días anteriores deben lavarse con agua caliente y secarse en una secadora caliente o una plancha, o ser expuestas al sol directo, varias horas
Los protocolos de tratamiento de la sarna costrosa son bastante más intensos que los de la sarna común.
La sarna es tratada mediante escabicidas, que deben aplicarse por todo el cuerpo, no solo las partes con evidencia de estar infestadas, ya que no se sabe exactamente la localización del parásito, puesto que si son adultos se pueden extender por todo el cuerpo. Entre los escabicidas más usados están la permetrina, el lindano, el benzoato de bencilo, el crotamitón y el bálsamo de El Salvador (ver Myroxylon pereirae). Se debe tener especial cuidado a la hora de aplicar el tratamiento, evitando las mucosas y esparciendo el producto por todos los pliegues de la piel, los espacios interdigitales y la zona que queda entre las uñas y la piel, dado que el parásito puede usar estas zonas como reservorios.

El tratamiento dura de tres a cinco días si es realizado de manera adecuada y es necesario repetir la aplicación una semana después por otros tres días.
Algunos accidentes graves han ocurrido cuando personas se aplican lindano de manera inadecuada. Este acaricida y pesticida solo puede aplicarse en una dilución y posología controlada por un facultativo. 
Esta enfermedad es muy contagiosa y por lo tanto el tratamiento lo deben hacer todas las personas que habitan en la misma casa. El ácaro puede vivir hasta treinta horas en la ropa y el cabello y por lo tanto la ropa debe desinfectarse, ya sea pasándola por agua hirviendo o bien exponiéndola al sol durante cuatro horas.
El tratamiento por vía oral se realiza con ivermectina en gotas o comprimidos, a razón de 200 μg/kg de peso, en dosis única. Se repite una segunda dosis dos o tres semanas después si persiste. Está contraindicada en el embarazo y en la lactancia.
En perros
Las opciones para controlar el picor incluyen antihistamínicos y agentes antiinflamatorios de prescripción.

#### Permetrina
La permetrina, por vía tópica es el tratamiento más eficaz para la sarna, y sigue siendo el tratamiento de elección. Se aplica desde el cuello hacia abajo, normalmente antes de dormir, y se deja actuar entre ocho y catorce horas, lavándose después por la mañana. Debe tenerse cuidado de cubrir toda la superficie de la piel, no sólo las zonas sintomáticas; cualquier parche de piel que se deje sin tratar puede proporcionar un "refugio seguro" para que sobrevivan uno o más ácaros. Normalmente basta con una aplicación, ya que la permetrina mata los huevos y las crías, así como los ácaros adultos, aunque muchos médicos recomiendan una segunda aplicación entre tres y siete días después como medida de precaución.  La sarna con costra puede requerir varias aplicaciones o un tratamiento complementario con ivermectina oral (más abajo). La permetrina puede causar una ligera irritación de la piel que suele ser tolerable.

#### Ivermectina
La ivermectina en su presentación de vía oral es eficaz para erradicar la sarna, a menudo en una sola dosis. Es el tratamiento de elección para la sarna costrosa, y a veces se prescribe en combinación con un agente tópico. No se ha probado en lactantes, y no se recomienda para niños menores de seis años.
 Los preparados de uso externo ivermectina tópica han demostrado ser eficaces para la sarna en adultos, aunque en la actualidad sólo se dispone de una formulación de este tipo en Estados Unidos, y no está aprobada por la FDA como tratamiento de la sarna. También ha sido útil para la sarna sarcóptica (el análogo veterinario de la sarna humana).

Una revisión halló que la eficacia de la permetrina es similar a la de la ivermectina sistémica o tópica. Una revisión separada encontró que aunque la ivermectina oral suele ser eficaz para el tratamiento de la sarna, tiene una mayor tasa de fracaso del tratamiento que la permetrina tópica. Otra revisión encontró que la ivermectina oral proporcionaba un equilibrio razonable entre eficacia y seguridad. Un estudio ha demostrado que la sarna se reduce notablemente en poblaciones que toman ivermectina con regularidad; el fármaco se utiliza ampliamente para el tratamiento de la sarna y otras enfermedades parasitarias en particular entre los pobres y desfavorecidos en los trópicos, comenzando con el desarrollador Merck que proporcionó el medicamento sin costo alguno para tratar oncocercosis a partir de 1987.

#### Otros
Otros tratamientos pueden incluir lindano, benzoato de bencilo, crotamitón, malatión y preparados de azufre. El lindano es eficaz, pero su posible neurotoxicidad ha limitado su disponibilidad en muchos países. Está prohibido en California, pero puede utilizarse en otros estados como tratamiento de segunda línea. Las pomadas de azufre o benzoato de bencilo se utilizan a menudo en el mundo en desarrollo debido a su bajo coste; algunas soluciones de azufre al 10% han demostrado ser eficaces, y los ungüentos de azufre suelen utilizarse durante al menos una semana, aunque muchas personas encuentran desagradable el olor de los productos de este tipo. Se ha descubierto que el crotamitón es menos eficaz que la permetrina en estudios limitados. A veces se recomiendan el crotamitón o los preparados de azufre en lugar de la permetrina para los niños, debido a la preocupación por la absorción dérmica de la permetrina.

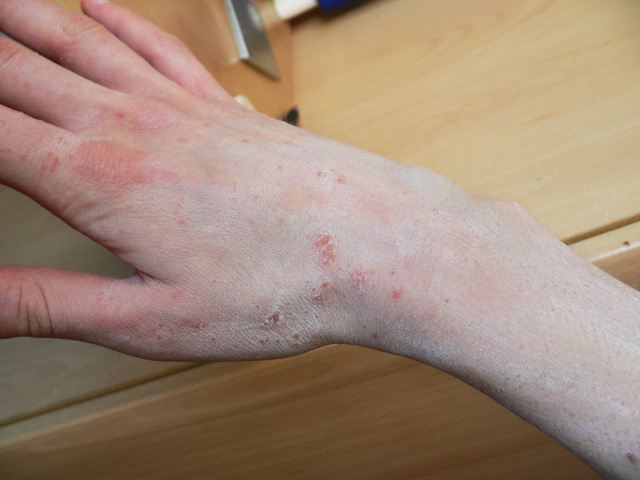
Día 4
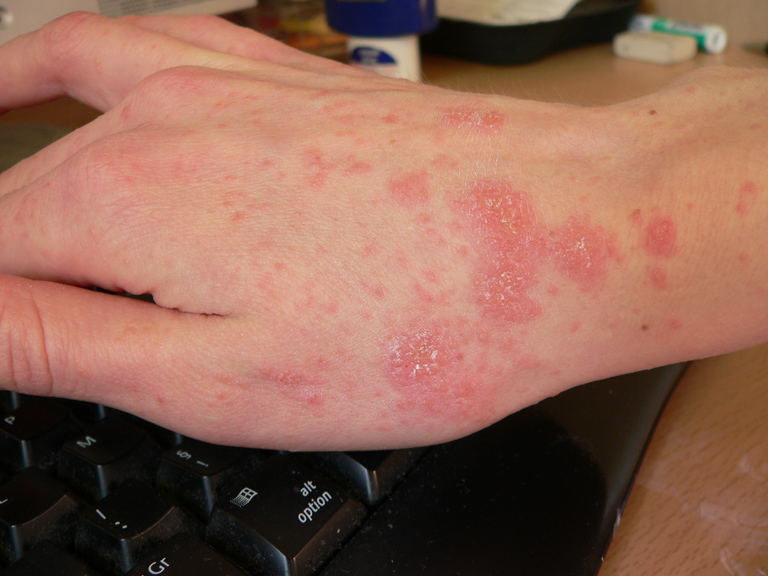
Día 8 (inicio del tratamiento)
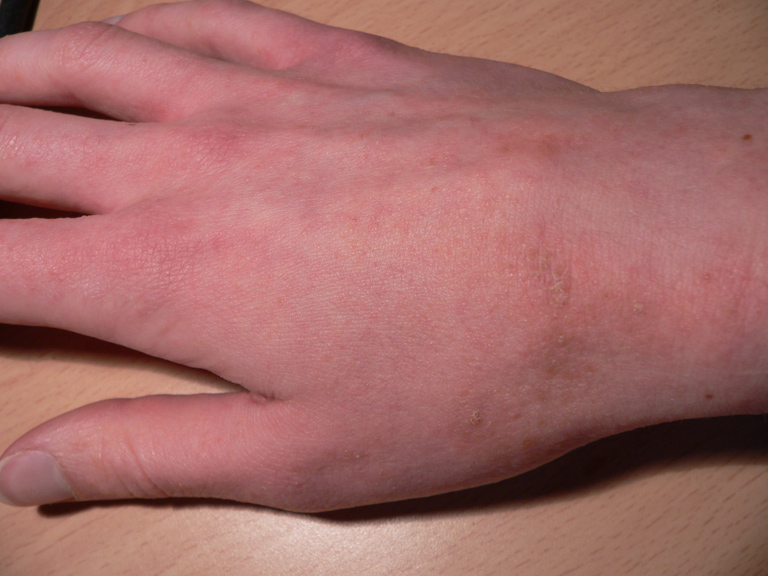
Día 12 (bajo tratamiento)
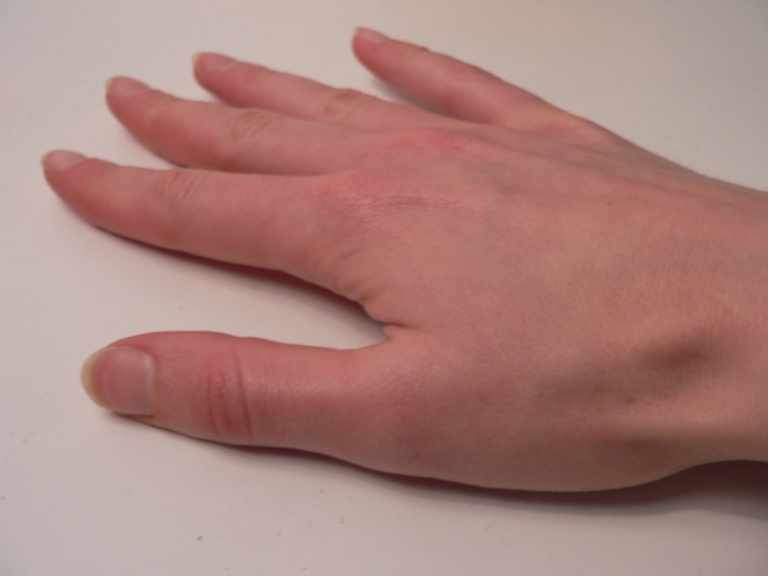
Sanado

#### Comunidades
La sarna es endémica en muchos países en desarrollo, donde tiende a ser especialmente problemática en zonas rurales y remotas.
 En estos entornos, se requieren estrategias de control en toda la comunidad para reducir la tasa de la enfermedad, ya que el tratamiento de los individuos solos es ineficaz debido a la alta tasa de reinfección. Pueden ser necesarias estrategias de administración masiva de fármacos a gran escala cuando las intervenciones coordinadas pretenden tratar a comunidades enteras en un esfuerzo concertado.  Aunque estas estrategias han demostrado ser capaces de reducir la carga de sarna en este tipo de comunidades, sigue habiendo debate sobre la mejor estrategia a adoptar, incluida la elección del fármaco.
Los recursos necesarios para llevar a cabo estas intervenciones a gran escala de forma rentable y sostenible son considerables. Además, dado que la sarna endémica se limita en gran medida a las zonas pobres y remotas, es un problema de salud pública que no ha atraído mucho la atención de los responsables políticos y los donantes internacionales.